# (7358) Oze
(7358) Oze est un astéroïde Amor découvert le 2 décembre 1995 à Oizumi par l'astronome japonais Takao Kobayashi.

## Caractéristiques
Sa distance minimale d'intersection de l'orbite terrestre est de 0,122 272 ua.